# Fred A. Lennon
Fred A. Lennon (Providence, 26 de novembro de 1905 – 23 de julho de 1998) foi um fabricante e filantropo americano. Ele foi o fundador e presidente da Swagelok Company. Conhecido por evitar atenção, a revista Forbes o descreveu como "o mais tímido dos bilionários".

## Primeiros anos
Fred Lennon nasceu em Providence, Rhode Island, filho de Patrick e Catherine Lennon, como o caçula de seus nove filhos. Aos 42 anos, ele estava morando com sua esposa em um apartamento em Cleveland, Ohio, quando emprestou quinhentos dólares do tio de sua esposa para comprar a Crawford Fitting Company mais tarde, para ser renomeado Swagelok Company. Dirigindo o pequeno negócio da cozinha de sua casa, ele comprou seu parceiro, Cullen B. Crawford e a patente do Swagelok Tube Fitting, um acessório revolucionário do tipo compressão de dois terminais para sistemas de manuseio de fluidos.

## Liderança nos negócios
Movendo a empresa para Solon, Ohio, ela se expandiu constantemente para uma grande corporação internacional de manufatura. Sob a liderança de Lennon, a Swagelok gradualmente se tornou uma empresa privada da Fortune 500, produzindo milhares de produtos, detendo mais de um bilhão de dólares em ativos e empregando uma equipe de três mil pessoas. Liderando a empresa há mais de cinquenta anos, Lennon nunca perdeu um dia de trabalho.

## Vida pessoal
Lennon era um defensor entusiasmado de interesses comerciais privados e um membro ativo do Partido Republicano. Ele contou entre seus amigos pessoais o ex-presidente Ronald Reagan e o ex-governador de Ohio, George Voinovich (ele ajudou os dois em suas campanhas eleitorais). Apesar de desempenhar um papel público, ele preferia permanecer como homem particular, geralmente preferindo ficar fora dos holofotes sempre que possível. Ele morava com a esposa, Alice, e os dois filhos em Hunting Valley, Ohio.

## Filantropia
Lennon foi ativo e contribuiu muito para uma variedade de organizações de caridade e sem fins lucrativos em Ohio. Foi fundador e presidente do Centro de Assuntos Públicos Ashbrook na Universidade de Ashland e presidente da Academia Gilmour em Gates Mills. Ele criou a Fundação Fred A. Lennon, que entre seu estabelecimento em 1965 e sua dissolução em 1995, doou milhões a uma variedade de escolas, fundações sem fins lucrativos e instituições de caridade. Após sua morte em 1998, o Fred A. Lennon Charitable Trust foi criado para homenageá-lo postumamente e continuou a financiar e ajudar escolas e instituições de caridade na região.
A Wikipedia cita a Fundação como uma importante fonte de financiamento para a construção e manutenção do Telescópio de Tecnologia Avançada do Vaticano (VATT), localizado perto de Safford, Arizona, EUA.

## Aniversário de 50 anos
Como parte do 50.º aniversário da Swagelok em 1997, Lennon alugou o Hall da Fama e o Centro de Ciências do Rock n Roll para todos os funcionários da Swagelok e suas famílias.
- Fred Lennon (1905 - 1998). Swagelok Company. Recuperado em 26/01/2008.
- «Fred A. Lennon Built Swagelok From $500». Electronic News
- Ted Gup. «Fred Who?». Mother Jones
- Keister, Lisa A. (2000) Wealth in America: Trends in Wealth Inequality ISBN 0-521-62751-6